# Henri de Dion
Comte Joseph-Louis Henri de Dion (* 23. Dezember 1828 in Montfort-l’Amaury; † 13. April 1878 in Paris) war ein französischer Bauingenieur (Stahlbau).

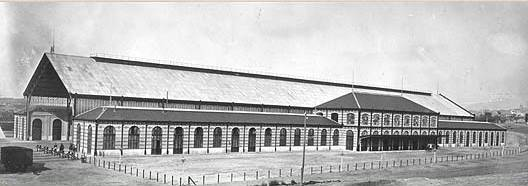
Station de las Delicias, Madrid

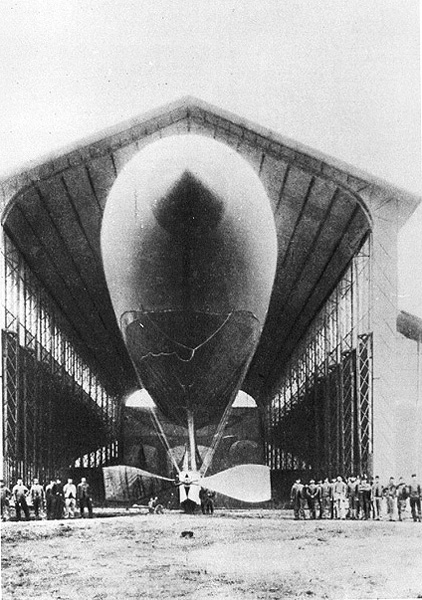
Die La France in Hangar Y

Er wurde in der Schweiz und an der Pariser École Centrale des Arts et Manufactures (1848 bis 1851) ausgebildet. Danach baute er mit Eugène Flachat die Brücke von Langon und war mit seinem Bruder Joseph-Louis-Adolphe an der Restaurierung der Kathedrale von Bayeux beteiligt (1854). Er baute mehrere Eisenbrücken in Spanien, den Bahnhof Madrid Delicias und eine Zuckerfabrik in Guadeloupe (1862). 1870 kehrte er nach Paris zurück, um sich an der Verteidigung zu beteiligen. Für den Bau von Schanzen bei Champigny unter feindlichem Feuer wurde er Offizier der Ehrenlegion.
Er leitete das Conservatoire des Arts et Métiers und war Statikprofessor an der École Centrale d’Architecture. Gustave Eiffel war einer seiner Schüler.
1877 wurde er Präsident der französischen Bauingenieurs-Gesellschaft.
1878 war er für verschiedene eiserne Hallenkonstruktionen bei der Weltausstellung in Paris verantwortlich, starb aber noch vor deren Fertigstellung. Teile davon wurden später in einem Luftschiff-Hangar in Meudon (Hangar Y, er besteht noch heute) wieder verwendet, ein anderer Teil als Halle in Cardinet, die 2008 von der Stadt Paris abgerissen wurde, in Belfort und am Bassin de la Vilette in Paris.

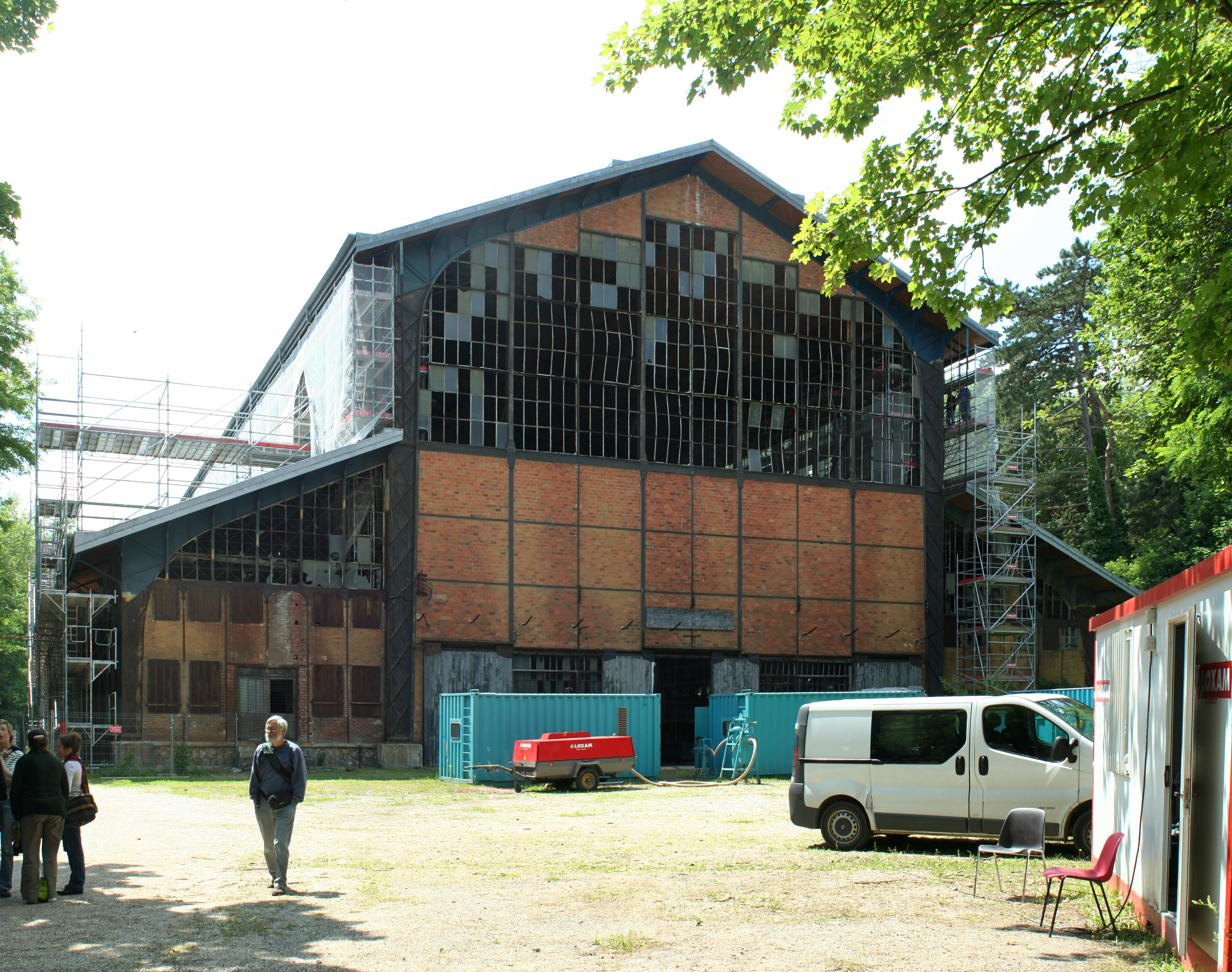
Hangar Y in Meudon heute

Er ist einer der 72 Namen auf dem Eiffelturm.

## Weblink
| Personendaten    | Personendaten                                    |
| ---------------- | ------------------------------------------------ |
| NAME             | Dion, Henri de                                   |
| ALTERNATIVNAMEN  | Dion, Joseph-Louis Henri de (vollständiger Name) |
| KURZBESCHREIBUNG | französischer Bauingenieur                       |
| GEBURTSDATUM     | 23. Dezember 1828                                |
| GEBURTSORT       | Montfort-l’Amaury                                |
| STERBEDATUM      | 13. April 1878                                   |
| STERBEORT        | Paris                                            |